# Анна Каренина (мюзикл, 1992)
«А́нна Каре́нина» — американский мюзикл на либретто и стихи Питера Келогга, музыку Дэниела Левина. Основан на одноимённом романе Л. Н. Толстого. Мировая премьера состоялась в бродвейском театре «Круг на площади» 26 августа 1992 года. Здесь же мюзикл проходил этап предпоказов.

## Музыка

### Музыкальные партии
| Акт I - «Overture» — Оркестр - «On a Train» — Анна, Вронский, Лёвин и ансамбль - «There’s More to Life Than Love» — Стива и Анна - «How Awful» — Китти - «Would You?» — Лёвин - «In a Room» — Лёвин, Китти, Анна и Вронский - «Waltza and Mazurka» — Анна, Китти, Вронский, Стива и ансамбль - «Nothing Has Changed» — Анна - «Lowlands» — Бас - «Rumors!» — Ансамбль - «How Many Men?» — Китти - «We Were Dancing» — Вронский - «I’m Lost» — Анна - «Karenin’s List» — Каренин - «Waiting for You» — Анна и Вронский | Акт II - «This Can’t Go On» — Анна, Вронский, Каренин - «Peasant’s Idyll» — Ансамбль - «That Will Serve Her Right» — Лёвин - «Everything’s Fine» — Анна и Вронский - «Would You (Reprise)» — Лёвин и Китти - «Everything’s Fine (Reprise)» — Анна - «Only at Night» — Каренина - «Finale» — Анна и ансамбль |

### Саундтрек

#### Бродвейская версия
Выход оригинального саундтрека мюзикла «Анна Каренина» на CD состоялся 7 августа 2007 года. Выпуск произведён компанией «LML Music». В альбом вошли 22 композиции. Он также доступен в цифровых магазинах «iTunes Store» и «Яндекс.Музыка».
| №   | Название                         | Длительность |
| --- | -------------------------------- | ------------ |
| 1.  | «Journey to Moscow»              | 4:38         |
| 2.  | «There's More to Life Than Love» | 2:27         |
| 3.  | «How Awful»                      | 1:49         |
| 4.  | «Would You?»                     | 1:48         |
| 5.  | «In a Room»                      | 2:25         |
| 6.  | «Snowstorm Scene»                | 1:31         |
| 7.  | «Nothing Has Changed»            | 2:29         |
| 8.  | «I Shall Work»                   | 2:41         |
| 9.  | «How Many Men»                   | 2:30         |
| 10. | «We Were Dancing»                | 3:09         |
| 11. | «Karenin's List»                 | 2:00         |
| 12. | «I'm Lost»                       | 2:27         |
| 13. | «Waiting for You»                | 3:30         |
| 14. | «This Can't Go On»               | 3:23         |
| 15. | «That Will Serve Her Right»      | 3:24         |
| 16. | «Everything's Fine»              | 2:56         |
| 17. | «Would You» (Reprise)            | 0:44         |
| 18. | «I Never Dreamed»                | 3:41         |
| 19. | «Only a Night»                   | 2:44         |
| 20. | «Final»                          | 2:27         |
| 21. | «Seryozha»                       | 3:08         |
| 22. | «Epilogue»                       | 0:47         |

#### Версии других стран
Японская компания «Toho Entertainment», ставившая мюзикл в своей стране, также выпустила саундтрек. В альбом вошли двенадцать треков.

## Постановки

### Предпоказы
| Город (страна) | Театральная площадка        | Дата открытия | Дата закрытия | Кол-во спектаклей |
| -------------- | --------------------------- | ------------- | ------------- | ----------------- |
| Нью-Йорк (США) | «Круг на площади» (Бродвей) | 11.08.1992    | 25.08.1992    | 18                |

### Стационарные
| Город (страна) | Компания          | Театральная площадка        | Дата открытия | Дата закрытия | Кол-во спектаклей |
| -------------- | ----------------- | --------------------------- | ------------- | ------------- | ----------------- |
| Нью-Йорк (США) | «Круг на площади» | «Круг на площади» (Бродвей) | 26.08.1992    | 04.10.1992    | 46                |

### Гастрольные туры
| Страна | Город(а)                                                           | Компания             | Дата открытия | Дата закрытия |
| ------ | ------------------------------------------------------------------ | -------------------- | ------------- | ------------- |
| Япония | Токио, Осака, Ниигата, Сендай, Хиросима, Фукуока, Мацумото и Нагоя | «Toho Entertainment» | 09.02.2006    | 02.04.2006    |

## Реакция

### Кассовые сборы
По результатам всего проката на Бродвее (восемь недель, включая этап предпоказов), «Анна Каренина» собрал почти 570 тысяч долларов. В среднем в неделю мюзикл зарабатывал всего $71,25 тыс., из-за чего был в самом конце списка еженедельного бродвейского чарта. Средней процент занятости кресел зрительного зала составил 64,27 %.

## Награды и номинации
| Год  | Премия       | Категория                                   | Номинант(ы)                                  | Результат |
| ---- | ------------ | ------------------------------------------- | -------------------------------------------- | --------- |
| 1993 | «Тони»       | Лучшее либретто для мюзикла                 | Питер Келогг                                 | Номинация |
| 1993 | «Тони»       | Лучшая музыка                               | Дэниел Левин (музыка) и Питер Келогг (слова) | Номинация |
| 1993 | «Тони»       | Лучшая женская роль в мюзикле               | Энн Крамб за роль Анны Карениной             | Номинация |
| 1993 | «Тони»       | Лучшая мужская роль второго плана в мюзикле | Грегг Эдельман за роль Константина Лёвина    | Номинация |
| 1993 | «Драма Деск» | Лучший актёр в мюзикле                      | Джерри Лэннинг за роль Степана Облонского    | Номинация |

## Адаптации
В 2006 году была снята и выпущена видеоверсия мюзикла японской постановки. Издание состоит из двух дисков DVD. В записи приняли участие Хитоми Харукадзэ, Маки Итиро, Ёсио Иноуэ, Синго Кацурама, Мантаро Коити, Ю Масима и другие.